# バッファロー・スプリングフィールド (アルバム)
『バッファロー・スプリングフィールド』(Buffalo Springfield)は、1966年にリリースされた、バッファロー・スプリングフィールドのデビュー・アルバム。

## 背景
バッファロー・スプリングフィールドは1966年4月にロサンゼルスで結成された。3人のソングライターと2人のリード・ギタリストを擁した同グループの実質的なリーダーだったのはスティーヴン・スティルスであった。
スティルスは1945年1月3日、テキサス州ダラス生まれ、父親の仕事の都合から幼少の頃は南部を転々とし、12歳の頃に南米コスタリカに家族で渡った。スティルスのラテン音楽への執拗なアプローチも、この時の音楽体験が基になっている。フロリダ大学をドロップ・アウト後、ニューヨークに行きグリニッジ・ヴィレッジのフォーク・シーンと深く関わる。ヴィレッジのカリスマ的存在だったフレッド・ニール(Fred Neil)から強い影響を受け、12弦ギターの奏法やブルースについて多くを得ている模様。この時期参加していた9人編成のモダン・フォーク・グループがオウ・ゴー・ゴー・シンガーズ(The Au Go Go Singers)で、1964年にアルバム『They Call Us Au Go-Go Singers』をレコーディングしている。メンバーにはリッチー・フューレイ（1944年5月9日、オハイオ州デイトン生まれ）もいたが、グループは6週間にわたるテキサス巡業を繰り広げたものの、半年後の1965年4月に入ってすぐにあっけなく解散してしまう。次にスティルスはオウ・ゴー・ゴー・シンガーズの残党4人と結成したザ・カンパニーズ(The Company)というグループで1965年4月、請われるままにカナダにツアーに行き4月18日、マニトバ州ウィニペグのクラブ“フォース・ディメンション”に立ち寄った際にたまたま演奏していたロック・バンドがニール・ヤング率いるザ・スクワイアーズ(The Squires)だった。
ヤングは1945年11月12日、カナダのオンタリオ州トロント生まれで、ハイスクール時代はシャドウズのギタリスト、ハンク・マーヴィンをアイドルとし、ギターの腕を磨いていた。その頃に行動を共にするようになっていたベースを弾く親友のケン・コブラン（1946年5月7日ウィニペグ生まれ）と1962年12月に結成したのがザ・スクワイアーズで、セミ・プロとして地元ウィニペグではかなりの人気を集めていたという。1964年にはレパートリーにビートルズの曲を入れたりしながらメンバー交代を13回も重ねたが、バンドに限界を感じ解散を決めていたときにスティルスに出会う。ザ・スクワイアーズは1965年6月16日に解散。7月にヤングとコブランはトロントに移って“フォー・トゥー・ゴー”（別称キャスタウェイズ）を結成するが、こちらは長続きしなかった。ロック・バンドを作りたかったスティルスは、ヤングと意気投合しバンド結成を持ちかけた。しかし労働許可の問題もあり、ことは簡単に運ばず、スティルスはニューヨークを引き払いカリフォルニアへ向かう。その後ヤングはカナダのトロントでフォーク・シンガーとしてコーヒー・ハウスで歌っていたが、ブルース・パーマー（1946年4月9日トロント生まれ）と出会ったことがきっかけで、彼がベースを弾いていたR&Bバンド、マイナー・バーズ(The Mynah Birds)のギタリストに収まる。リーダーはリッキー・ジェイムズ・マシューズ（後のリック・ジェームス(Rick James)）で、マイナー・バーズはモータウンと契約したが、脱走兵だったリッキーが軍隊に連れ戻されバンドは消滅した。ヤングとパーマーはその後、仕事を探しにロサンゼルスに旅立つことになる。
1966年に入り、スティルス作の自作曲「シット・ダウン・アイ・シンク・アイ・ラヴ・ユー」(Sit Down, I Think I Love You)がリプリーズ・レコードのプロデューサーだったレニー・ワロンカー(Lenny Waronker)の手に渡り、モジョー・メン(The Mojo Men)によりトップ30入りのヒットとなる。そのアレンジを担当したのがヴァン・ダイク・パークスだった。スティルスはパークスとバンド結成を考えたが実現せず、グリニッジ・ヴィレッジ時代に知り合ったピーター・トーケルスンやロン・ロングらヴィレッジ時代の友人たちと“バッファロー・フィッシュ”を結成したところへ、NBCテレビが新番組に向けて若いタレントを募集中との知らせが舞い込む。1965年9月に行われたオーディションの結果、歯並びの悪さを理由にスティルスは落とされ、方や合格したトールスケンは、モンキーズのピーター・トーク(Peter Tork)としてスターになったのは有名なエピソードとなっている。スティルスは、旧友であるフューレイをニューヨークから呼び寄せ、カナダで出会ったヤングのことを思い出していた。そして1966年4月6日、サンセット・ブルーヴァード(Sunset Boulevard)での“伝説”が生まれた。スティルスが同乗するフューレイの白いバンが交通渋滞に巻き込まれていた時、反対車線を走るカナダのナンバープレートを付けた1953年型ポンティアックの黒い霊柩車を見つけた。ヤングが黒い霊柩車を乗り回していたことを知っていた二人は、後を追いかけ運命の再会を果たす。その日のうちにスティルスは、マネジメントを依頼するつもりでいたバリー・フリードマンに、彼ら3人を引き合わせる。スキップ&ザ・フリップスやランプ・オブ・チャイルドフッドを経て、フリードマンが面倒を見るマストン&ブリューワーに在籍したビリー・マンディ（1942年9月25日サンフランシスコ生まれ）がドラマーとして呼ばれ、仮のバンドはザ・ハード(The Herd)としてリハーサルを始めるが4月9日にマンディが脱退、数日後にはカントリー・バンドのザ・ディラーズ(The Dillards)のマネジメントをさばくジム・ディクスンの紹介で、ディラーズがドラムレスのブルーグラスに立ち戻ったため、職を失いつつあったことから同バンドを辞めたばかりのデューイ・マーティン（1940年9月30日カナダ生まれ）が加わった。メンバーたちが寄宿する、ファウンティン・ストリートの借家の前に停めてあった道路工事用のスティームローラーのプレートから読み取れたメーカーの名前をグループ名とし、“バッファロー・スプリングフィールド”が結成された。

## 録音、制作
グループは1966年4月11日にハリウッドのクラブ“トルバドール”で最初のギグを行い、バーズのクリス・ヒルマン(Chris Hillman)がヤングとスティルスのギター・サウンドに衝撃を受け、コネがあった“ウィスキー・ア・ゴーゴー”(Whisky a Go Go)への6週間連続公演を取り付けてくれた。5月から6月にかけてのこのギグは評判を呼び、頃合いを見計らって、バンドの相談役でありかつてバリー・マクガイアらのロード・マネージャーを務めたディッキー・デイヴィスが動いた。彼はソニー&シェールを売り出した、チャーリー・グリーンとブライアン・ストーンが主宰するヨーク/パラ・プロダクション。そして、2万2千ドルの契約金を提示したアトランティック・レコード傘下のアトコ・レコードと契約を交わすことになる。この頃がバンドのまとまりとしては最高の時期だったようだが、この時期の記録が残っていないのが悔やまれる。初めてのレコーディングは、6月頃から、フィル・スペクターゆかりのゴールド・スター・スタジオにて進められてゆき、まず、当初B面の予定だった、彼らのデビュー・シングル「クランシーは歌わない」 (NOWADAYS CLANCY CAN'T EVEN SING)が7月31日にリリースされたが、思ったほどのチャート・アクションを起こさないまま、最初のアルバムである本作が12月20日にリリースされた。
ライブのエネルギーが伝えられていない華奢なミックスにより売り上げが伸びなかったことから、メンバーたちはグリーン&ストーンを制作面から遠ざける。しかし、12月5日に起きたサンセット・ストリップでの暴動(Sunset Strip curfew riots)を基にした、スティルス作の「フォー・ホワット・イッツ・ワース」が1967年2月にチャート7位まで到達する大ヒットになり、急遽本作のセカンド・プレス以降に差し込まれた。そのため本作には曲目・曲順が違う二つのヴァージョンがあり、またそれぞれモノラルとメンバーの意図を無視したステレオ・ミックスの計4種類が存在する。

## 音楽性、作曲、構成
アルバム全体はスティーヴン・スティルス、ニール・ヤング、リッチー・フューレイと歌手兼ギタリストが3人いる協調関係が表面的には保たれている。ヤングらしいメランコリックな作風に包まれた「クランシーは歌わない」 (NOWADAYS CLANCY CAN'T EVEN SING)や「僕のそばに居ておくれ」(FLYING ON THE GROUND IS WRONG)等をフューレイのソフトで口当たりの良い声で歌わせる体裁など、このグループの未整理な部分を露呈している場面も少なくない。スティルスの作品では、荒々しい「リーヴ」(LEAVE)ではヤングの歯ぎしりするようなエレキ・ギターが活躍し、「ホット・ダスティ・ローズ」(HOT DUSTY ROADS)や「ペイ・ザ・プライス」(PAY THE PRICE)では、スティルスらしい豪放でファンキーな佇まいを見せる。「君を愛していると思う」(SIT DOWN I THINK I LOVE YOU)はサンフランシスコのモジョー・メン(The Mojo Men)がカバー・ヒットさせ、「ゴー・アンド・セイ・グッバイ」(GO AND SAY GOODBYE)は、フューレイが後に結成したポコ(Poco)の1972年リリースのアルバム『グッド・フィーリン』(A Good Feelin' to Know)で再演した。ヤングの作品では「クランシーは歌わない」「僕のそばに居ておくれ」以外にも、快活な「バーンド」(BURNED)、泣かせる「アウト・オブ・マイ・マインド」(OUT OF MY MIND)があり、後者の2曲でのみ作者のヤング自身のリード・ヴォーカルが聴ける。フューレイが歌うヤング作品「いい娘になって」(DO I HAVE TO COME RIGHT OUT AND SAY IT)は、ロジャー・マッギン(Roger McGuinn)を意識したようなエレキと生ギターが融合する、バーズ(The Byrds)影響下の作品として興味深い。

## アートワーク、パッケージ
ジャケットを裏返すとアイドル・グループ風にメンバー5人の自己紹介があり、瞳の色、星座、好きな色、信条などが記載されている。ちなみにヤングは茶色の眼をしたさそり座で、担当楽器はリード・ギター。信条はユーモアのセンスであり、グループ内での役割は“自由”とある。ヤングはデビュー時から既に“風雲児”に相応しかったのかもしれない。裏ジャケットの写真でもただ一人俯いている。

## 収録曲

### Atco LP:33-200(mono) / SD33-200(stereo)

#### Side 1
1. ゴー・アンド・セイ・グッバイ  –  GO AND SAY GOODBYE (2:37)
Vocals  –  Richie Furay, Steve Stills
2. 君を愛していると思う  –  SIT DOWN I THINK I LOVE YOU (2:19)
Vocals  –  Richie Furay, Steve Stills
3. リーヴ  –  LEAVE (2:30)
  - Backing Vocals  –  Richie Furay
  - Lead Vocals  –  Steve Stills
4. クランシーは歌わない  –  NOWADAYS CLANCY CAN'T EVEN SING (3:26)
  - Backing Vocals  –  Neil Young, Steve Stills
  - Lead Vocals – Richie Furay
5. ホット・ダスティ・ローズ  –  HOT DUSTY ROADS (2:47)
  - Backing Vocals  –  Richie Furay
  - Lead Vocals  –  Steve Stills
6. みんな悪いのさ  –  EVERYBODY'S WRONG (2:22)
  - Backing Vocals  –  Neil Young
  - Lead Vocals  –  Richie Furay, Steve Stills

#### Side 2
1. 僕のそばに居ておくれ  –  FLYING ON THE GROUND IS WRONG (2:48)
  - Backing Vocals  –  Neil Young, Steve Stills
  - Lead Vocals  –  Richie Furay
2. バーンド  –  BURNED (2:14)
  - Backing Vocals  –  Richie Furay, Steve Stills
  - Lead Vocals  –  Neil Young
  - Piano  –  Neil Young
3. いい娘になって  –  DO I HAVE TO COME RIGHT OUT AND SAY IT (3:00)
  - Backing Vocals  –  Neil Young, Steve Stills
  - Lead Vocals  –  Richie Furay
  - Piano  –  Neil Young
4. ベイビー・ドント・スコールド・ミー  –  BABY DON'T SCOLD ME (2:42)
Lead Vocals  –  Richie Furay, Steve Stills
5. アウト・オブ・マイ・マインド  –  OUT OF MY MIND (3:05)
  - Backing Vocals  –  Richie Furay, Steve Stills
  - Lead Vocals  –  Neil Young
6. ペイ・ザ・プライス  –  PAY THE PRICE (2:35)
  - Backing Vocals  –  Richie Furay
  - Lead Vocals  –  Steve Stills

### Atco LP:33-200A(mono) / SD33-200A(stereo)

#### Side 1
1. フォー・ホワット  –  FOR WHAT IT'S WORTH (2:37)
Vocals  –  Richie Furay, Steve Stills
2. ゴー・アンド・セイ・グッバイ  –  GO AND SAY GOODBYE (2:30)
Vocals  –  Richie Furay, Steve Stills
3. 君を愛していると思う  –  SIT DOWN I THINK I LOVE YOU (2:19)
Vocals  –  Richie Furay, Steve Stills
4. クランシーは歌わない  –  NOWADAYS CLANCY CAN'T EVEN SING (3:26)
  - Backing Vocals  –  Neil Young, Steve Stills
  - Lead Vocals – Richie Furay
5. ホット・ダスティ・ローズ  –  HOT DUSTY ROADS (2:47)
  - Backing Vocals  –  Richie Furay
  - Lead Vocals  –  Steve Stills
6. みんな悪いのさ  –  EVERYBODY'S WRONG (2:22)
  - Backing Vocals  –  Neil Young
  - Lead Vocals  –  Richie Furay, Steve Stills

#### Side 2
1. 僕のそばに居ておくれ  –  FLYING ON THE GROUND IS WRONG (2:48)
  - Backing Vocals  –  Neil Young, Steve Stills
  - Lead Vocals  –  Richie Furay
2. バーンド  –  BURNED (2:14)
  - Backing Vocals  –  Richie Furay, Steve Stills
  - Lead Vocals  –  Neil Young
  - Piano  –  Neil Young
3. いい娘になって  –  DO I HAVE TO COME RIGHT OUT AND SAY IT (3:00)
  - Backing Vocals  –  Neil Young, Steve Stills
  - Lead Vocals  –  Richie Furay
  - Piano  –  Neil Young
4. リーヴ  –  LEAVE (2:42)
  - Backing Vocals  –  Richie Furay
  - Lead Vocals  –  Steve Stills
5. アウト・オブ・マイ・マインド  –  OUT OF MY MIND (3:05)
  - Backing Vocals  –  Richie Furay, Steve Stills
  - Lead Vocals  –  Neil Young
6. ペイ・ザ・プライス  –  PAY THE PRICE (2:35)
  - Backing Vocals  –  Richie Furay
  - Lead Vocals  –  Steve Stills

## クレジット
| Produced by Charles reene and Brian Stone.                                 |
| A York-Pala Production.                                                    |
|                                                                            |
| Recorded at Gold-Star Studios, Hollywood, and Columbia Studios, Hollywood. |
|                                                                            |
| Recording engineers: "Doc" Siegel and Tom May.                             |
| Photos: Ivan Nagy. Additional photos: Henry Diltz.                         |
| Album design: Sandy Dvore                                                  |
|                                                                            |

| - dewey martin, drummer - diplomatic - generous - sincere - libra - heartbeat of the group - metalic blue - baseball - ottawa                                                              |
| |
| - steve stills, 2nd lead guitar - pale blue - yellow - direct - capricorn - funloving - youthful – sometimes childlike - energetic - new orleans - "steve is the leader, - but we all are" |
| |
| - richie furay, rhythm guitarist - esaygoing - a true friend - orange - taurus - open and alert - miniature golf - yellow springs, ohio - summer breezes - afternoon                       |

| - neil young, lead guitarist - brown and green - leather and suede - midnight - scorpio - free - deep and dark - winnipeg - hot and cold - wild sense of humor - hearses |
| |
| - bruce palmer, bass guitarist - mysterious - deep - zen - beaded moccasins - virgo - purple - the unknown factor - wise - safe - strong - inscrutible                   |

## 62080-2 (CD)

### 解説
デビュー・アルバム・オリジナルプレス・ヴァージョン（幻のモノラル録音盤〈Atco 33-200〉）と改訂ヴァージョン（「ベイビー・ドント・スコールド・ミー」が「フォー・ホワット」に差し替えられ、曲順のマイナー・チェンジが施された、ステレオ録音盤〈Atco 33-200A〉）を1枚に収録。輸入盤国内仕様CDとして国内初登場となった。

### 収録曲
| #   | タイトル                                                                                      | 作詞 | 作曲・編曲 | 時間 |
| --- | --------------------------------------------------------------------------------------------- | ---- | ---------- | ---- |
| 1.  | 「GO AND SAY GOODBYE」(VOCALS – RICHIE & STEVE)                                               |      |            | 2:20 |
| 2.  | 「SIT DOWN I THINK I LOVE YOU」(VOCALS – RICHIE & STEVE)                                      |      |            | 2:32 |
| 3.  | 「LEAVE」(VOCALS – STEVE WITH RICHIE)                                                         |      |            | 2:42 |
| 4.  | 「NOWADAYS CLANCY CAN'T EVEN SING」(VOCALS – RICHIE WITH STEVE & NEIL)                        |      |            | 3:25 |
| 5.  | 「HOT DUSTY ROADS」(VOCALS – STEVE WITH RICHIE)                                               |      |            | 2:50 |
| 6.  | 「EVERYBODY'S WRONG」(VOCALS – RICHIE & STEVE WITH NEIL)                                      |      |            | 2:23 |
| 7.  | 「FLYING ON THE GROUND IS WRONG」(VOCALS – RICHIE WITH STEVE & NEIL)                          |      |            | 2:40 |
| 8.  | 「BURNED」(VOCALS – NEIL WITH RICHIE & STEVE (NEIL ON PIANO))                                 |      |            | 2:16 |
| 9.  | 「DO I HAVE TO COME RIGHT OUT AND SAY IT」(VOCALS – RICHIE WITH STEVE & NEIL (NEIL ON PIANO)) |      |            | 3:01 |
| 10. | 「BABY DON'T SCOLD ME」(VOCALS – RICHIE & STEVE)                                              |      |            | 3:04 |
| 11. | 「OUT OF MY MIND」(VOCALS – NEIL WITH RICHIE & STEVE)                                         |      |            | 3:05 |
| 12. | 「PAY THE PRICE」(VOCALS – STEVE WITH RICHIE)                                                 |      |            | 2:36 |

| #   | タイトル                                                                                      | 作詞 | 作曲・編曲 | 時間 |
| --- | --------------------------------------------------------------------------------------------- | ---- | ---------- | ---- |
| 13. | 「FOR WHAT IT'S WORTH」(VOCALS – STEVE WITH RICHIE & DEWEY)                                   |      |            | 2:40 |
| 14. | 「GO AND SAY GOODBYE」(VOCALS – RICHIE & STEVE)                                               |      |            | 2:20 |
| 15. | 「SIT DOWN I THINK I LOVE YOU」(VOCALS – RICHIE & STEVE)                                      |      |            | 2:30 |
| 16. | 「NOWADAYS CLANCY CAN'T EVEN SING」(VOCALS – RICHIE WITH STEVE & NEIL)                        |      |            | 3:24 |
| 17. | 「HOT DUSTY ROADS」(VOCALS – STEVE WITH RICHIE)                                               |      |            | 2:47 |
| 18. | 「EVERYBODY'S WRONG」(VOCALS – RICHIE & STEVE WITH NEIL)                                      |      |            | 2:25 |
| 19. | 「FLYING ON THE GROUND IS WRONG」(VOCALS – RICHIE WITH STEVE & NEIL)                          |      |            | 2:40 |
| 20. | 「BURNED」(VOCALS – NEIL WITH RICHIE & STEVE (NEIL ON PIANO))                                 |      |            | 2:15 |
| 21. | 「DO I HAVE TO COME RIGHT OUT AND SAY IT」(VOCALS – RICHIE WITH STEVE & NEIL (NEIL ON PIANO)) |      |            | 3:04 |
| 22. | 「LEAVE」(VOCALS – STEVE WITH RICHIE)                                                         |      |            | 2:42 |
| 23. | 「OUT OF MY MIND」(VOCALS – NEIL WITH RICHIE & STEVE)                                         |      |            | 3:06 |
| 24. | 「PAY THE PRICE」(VOCALS – STEVE WITH RICHIE)                                                 |      |            | 2:36 |

### クレジット
| A note from Buffalo Springfield: "Dawn of Stereo" Buffalo Springfield mixed this first album and turned it in. We mixed it mono, as that was all we knew at the time. Later we found out that our managers had done a rush "stereo mix" at Atco's request. When the stereo came out, it was the first we had ever heard of it. We were very surprised. That is why we have inclued both "mono" and "stereo" versions. We poured our hearts into the mono mixes and never had a chance at the stereo. The stereo version is by far the most common version available. |
| |
| Further note: The Buffalo Springfield album was first released in December, 1966 (in both mono and stereo versions) as Atco 33-200; tracks 1-12 make up the mono version of the LP. Following the success of the subsequent single, "For What It's Worth", the album was re-released in April, 1967 (also both mono and stereo versions) as Atco 33-200A, with a new sequence which led off with "For What It's Worth" and omitted "Baby Don't Scold Me". Tracks 13-24 comprise the stereo version of that LP.                                                       |
| |
| Mono mixes by Buffalo Springfield. Stereo mixes by Charlie Greene and Brian Stone. All tracks are remastered from the original master tapes. Tracks 1, 3, 5, 6, 10, 12, 13, 14, 17, 18, 22, 24 by Stephen Stills; ©Cotillion Music, Inc./Ten East Music/Springalo Toones/Richie Furay Music, (BMI). Tracks 2, 15 by Stephen Stills; ©Screen Gems - EMI Music., (BMI) Tracks 4, 7, 8, 9, 11, 16, 19, 20, 21, 23 by Neil Young; ©Broken Arrow Music Corporation/Ten East Music/Springalo Toones/Richie Furay Music, (BMI). Contains previously released material.      |
| |
| Analog-to-HDCD® transfers by John Nowland, assisted by "Pflash" Pflaumer at Pacific Microsonics, Berkeley, CA. Digital mastering by Tim Mulligan at Redwood Digital, Woodside, CA. HDCD® and High Definition Compatible Digital℗ are trademarks of Pacific Micresonics, Inc. ©1966 Atlantic Recording Corporation. All Rights Reserved. ©1997 Elektra Entertainment Group, A Division of Warner Communications Inc. for the United States and WEA International Inc. for the world outside of the United States. All Rights Reserved. Printed in U.S.A.              |